# Kristijonas Kameneckas
Kristijonas Kameneckas (* 15. Dezember 1948 in Kaunas) ist ein litauischer Schachspieler. Bei der 21. Meisterschaft von 2000 bis 2001 wurde er litauischer Meister im Fernschach.

## Leben
1964 absolvierte Kameneckas die Abendmusikschule und 1965 das erste Schuljahr im Juozas-Gruodis-Technikum. 1966 machte Kameneckas Abitur an der 22. Mittelschule Kaunas. 1981 absolvierte er das Studium der Medizin am Kauno medicinos institutas und wurde Arzt. Ab 1977 arbeitete er im Krankenhaus Elektrėnai und ab 1984 bei der Ambulanz (später Krankenhaus) in Vievis. 1996 wurde er Arzt der Rajongemeinde Trakai. 2000 leitete er die Verwaltung der Gemeinde Elektrėnai als Administrator und danach als Administrationsdirektor. 2011 wurde er zum Rat von Elektrėnai gewählt. Kameneckas war Mitglied der Lietuvos centro partija. Er ist Direktor der Poliklinik Elektrėnai (VŠĮ Elektrėnų sav. asmens sveikatos priežiūros centras). Kameneckas war Mitgründer der Stiftung "Šalpa".
Kameneckas ist verheiratet. Mit seiner Frau hat er einen Sohn und eine Tochter.